# Масуда, Тосио (режиссёр)
Тосио Масуда (яп. 舛田 利雄) (род. 5 октября 1927 год, Кобе, Япония) — японский кинорежиссёр. В творчестве ориентировался на создание коммерческого, зрелищного, чаще всего приключенческого кино. В 1958—1968 годах поставил более 50 фильмов для студии Nikkatsu. Сотрудничал со многими наиболее популярными актёрами, в том числе с Юдзиро Исихара, с участием которого выпустил 25 картин. После смены главного творческого курса студии от якудза эйга к весьма специфическому жанру Pinky Violence, покинул её и перешёл к созданию высокобюджетных проектов, в том числе и с иностранным участием. Вероятно, главным из них стал американо-японский фильм «Тора! Тора! Тора!» 1970 года, где он выступил режиссёром сцен, снимаемых в Японии. Принимал участие в постановке аниме серии «Космический линкор „Ямато“». До преклонного возраста сохранил творческую активность, в 2009 году продюсировал выход очередных приключений космического линкора «Ямато».

## Избранная фильмография
| Год  |   | Русское название         | Оригинальное название  | Роль                                                       |
| ---- | - | ------------------------ | ---------------------- | ---------------------------------------------------------- |
| 1958 | ф | Ржавый нож               | 錆びたナイフ           | режиссёр                                                   |
| 1970 | ф | Тора! Тора! Тора!        | Tora! Tora! Tora!      | режиссёр, совместно с Ричардом Флейшером и Киндзи Фукасаку |
| 1973 | ф | Революция человека       | 人間革命               | режиссёр                                                   |
| 1974 | ф | Пророчества Нострадамуса | ノストラダムスの大予言 | режиссёр                                                   |